# Pingasa cinerea
Pingasa cinerea là một loài bướm đêm trong họ Geometridae.